# Густлофф, Вильгельм
Вильге́льм Гу́стлофф (нем. Wilhelm Gustloff, 30 января 1895, Шверин — 4 февраля 1936, Давос) — нацистский партийный лидер, основатель и глава швейцарского отделения НСДАП. Убит студентом еврейского происхождения Давидом Франкфуртером. В нацистской Германии был объявлен мучеником.

## Биография
Родился 30 января 1895 года в городе Шверине на севере Германии. После окончания школы устроился работать в местный банк. В Первой мировой войне участия не принимал по причине слабого здоровья. В 1917 году перевёлся в швейцарский филиал банка, где продолжил работу страховым агентом.
В 1929 году вступил в НСДАП и энергично занялся вербовкой в партию новых членов. На этом поприще ему быстро удалось добиться успеха, уже через три года он сумел основать в Давосе швейцарское отделение НСДАП. 30 января 1933 года (в день прихода нацистов к власти) Адольф Гитлер назначил Густлоффа ландесгруппенляйтером Швейцарии. Густлофф вёл активную антисемитскую пропаганду, в частности, способствовал распространению в Швейцарии «Протоколов сионских мудрецов».
4 февраля 1936 года Густлофф был застрелен в Давосе, в своём доме, студентом еврейского происхождения Давидом Франкфуртером.

## Образ в нацистской пропаганде
Убийство Густлоффа немедленно было использовано национал-социалистической пропагандой с акцентом на национальности убийцы. В Германии был объявлен траур, а в Шверине Густлоффу устроили государственные похороны, на которых лично присутствовали Адольф Гитлер и Йозеф Геббельс. Густлоффа возвели в ранг мученика, его имя получили улицы и площади по всей стране. В Шверине был создан специальный мемориальный комплекс (снесён в 1945 году).
Имя Вильгельма Густлоффа получил крупнейший океанский лайнер, построенный в 1937 году для организации «Сила через радость» и первоначально носивший имя «Адольф Гитлер». Лайнер «Вильгельм Густлофф» был атакован и затоплен советской подводной лодкой С-13 под командованием Александра Маринеско 30 января 1945 года, то есть день в день ровно через пятьдесят лет после рождения человека, в честь которого был назван вторично (Густлоффа) и ровно через 12 лет после прихода к власти человека, в честь которого был назван первоначально (Гитлера).